# Phryneta spinator
Phryneta spinator es una especie de escarabajo longicornio de la subfamilia Lamiinae. Fue descrita científicamente por Fabricius en 1793.
Se distribuye por Angola, Benín, Burundi, Costa de Marfil, Etiopía, Gambia, Ghana, Kenia, Liberia, Malaui, Mozambique, Níger, Uganda, República Centroafricana, República Democrática del Congo, República del Congo, Sudáfrica, Ruanda, Senegal, Sierra Leona, Somalia, Tanzania, Togo, Zambia y Zimbabue. Posee una longitud corporal de 16-38 milímetros. El período de vuelo de esta especie ocurre en todos los meses del año.
Phryneta spinator se alimenta de una gran variedad de plantas y arbustos de la familia Apocynaceae, Cupressaceae, Salicaceae y las subfamilias Mimosoideae y Caesalpinioideae, entre otras.

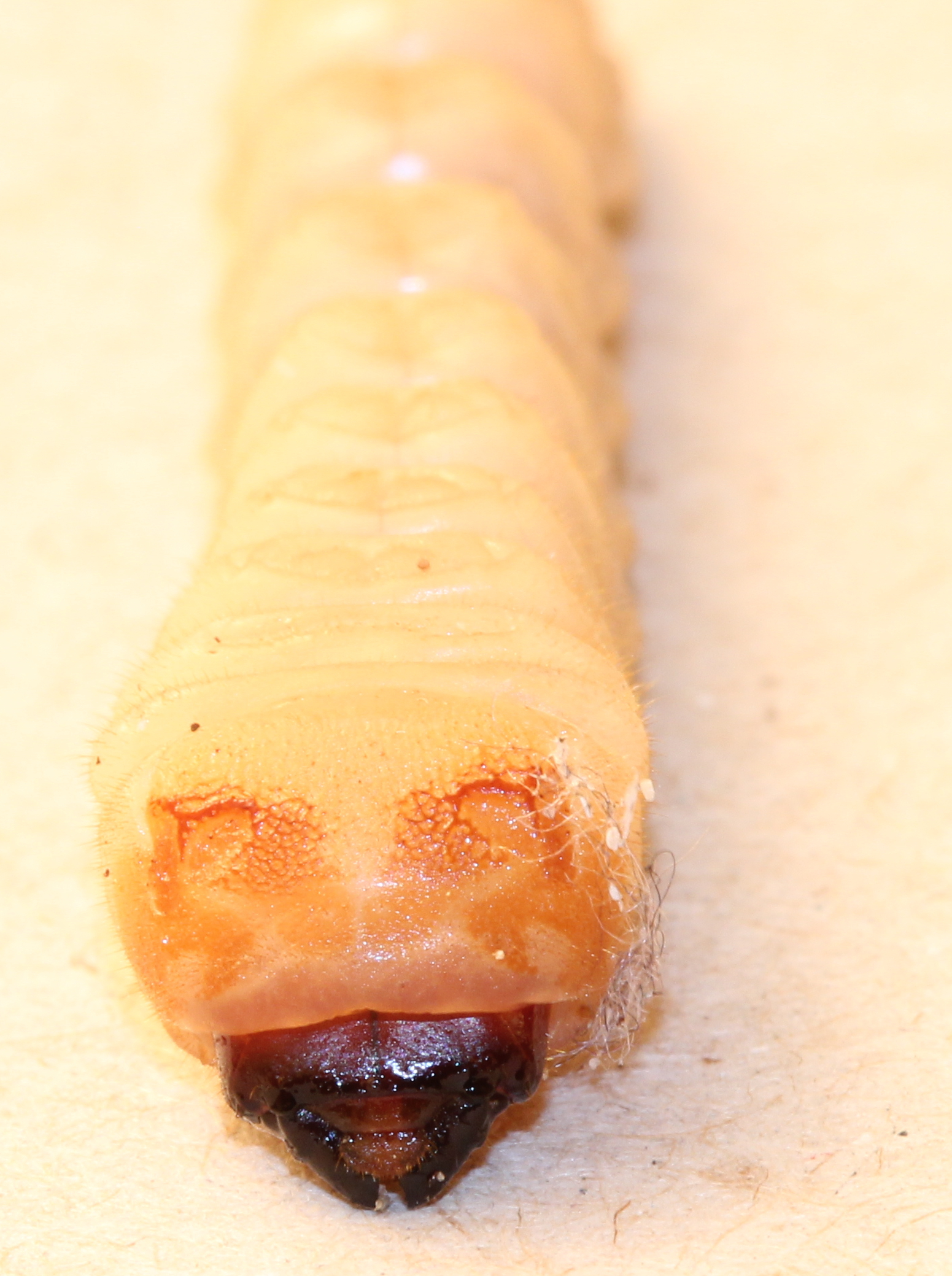
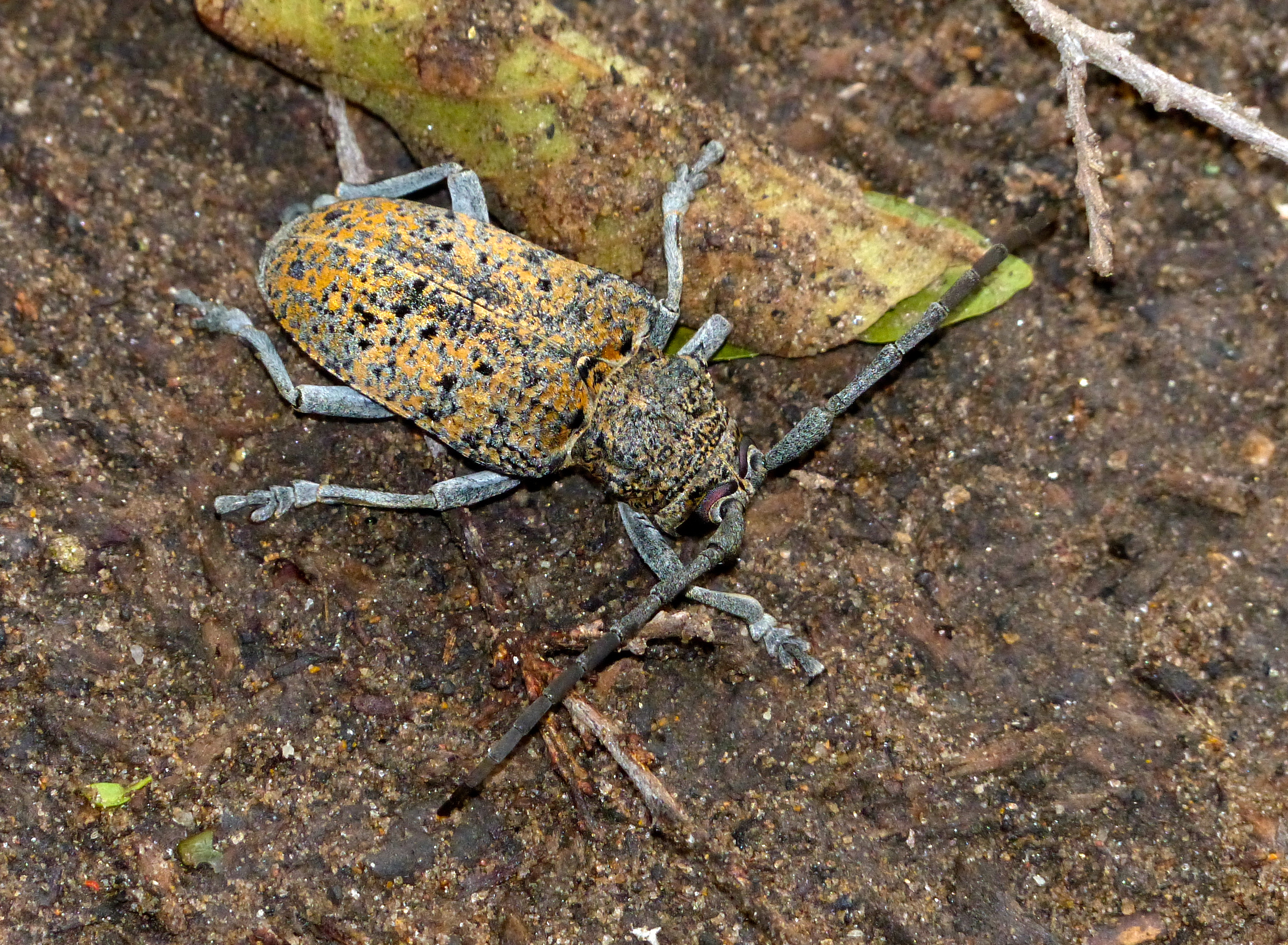
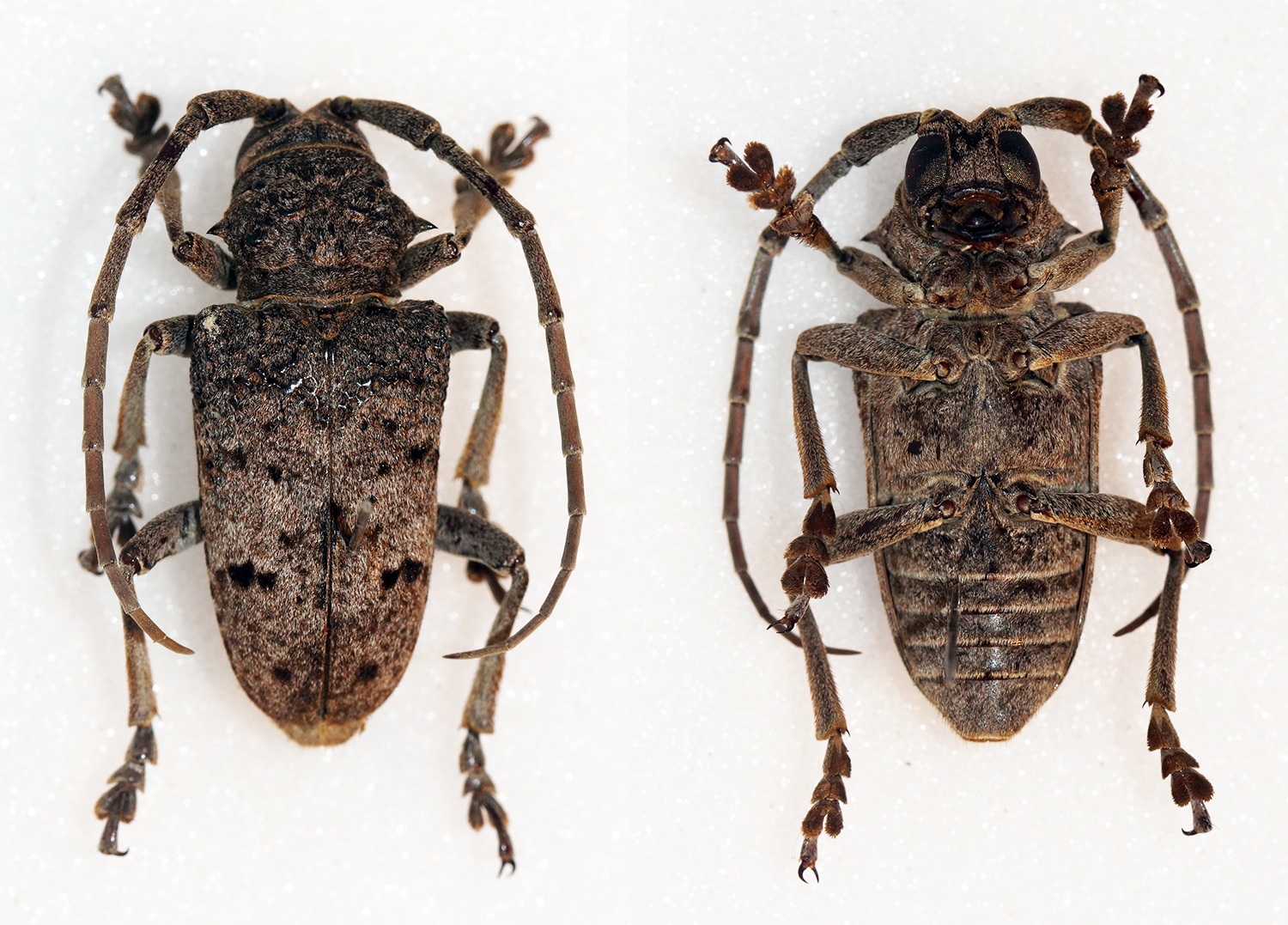
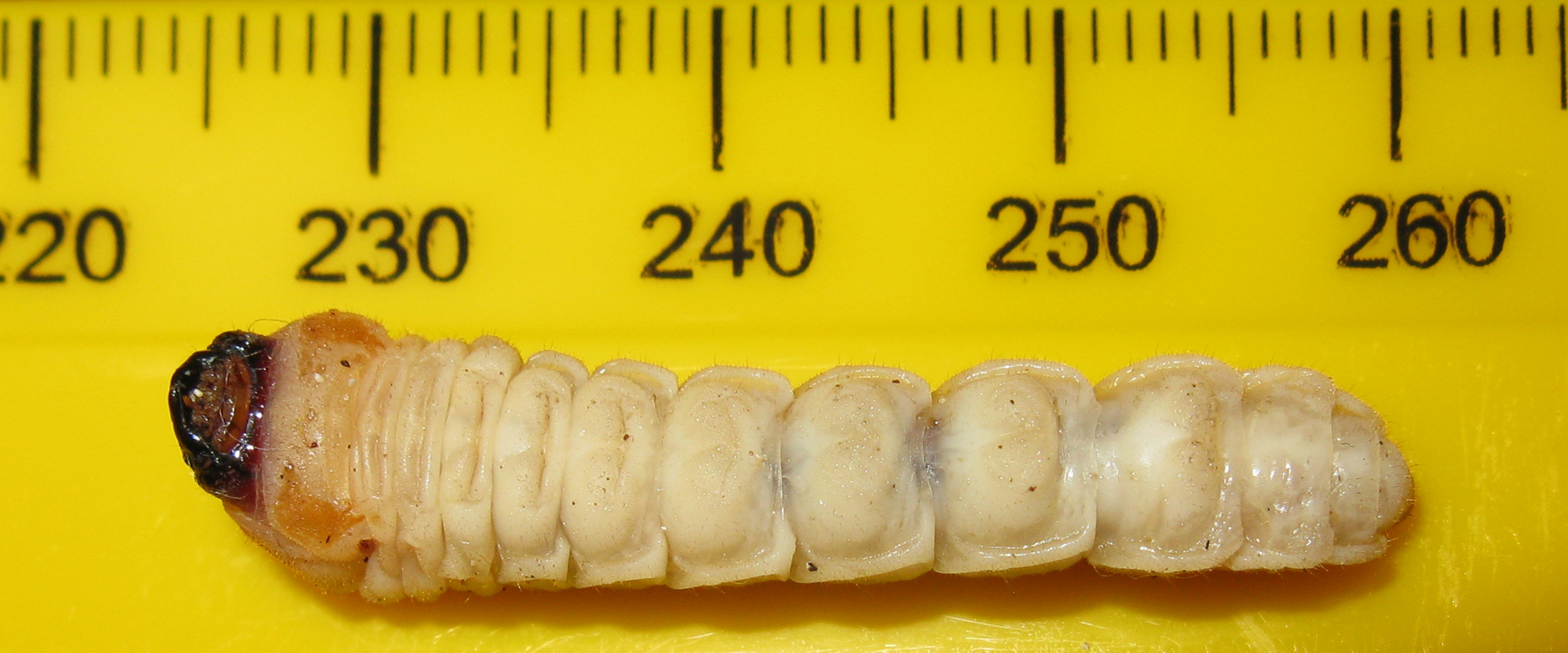